# Acanthomyrmex glabfemoralis
Acanthomyrmex glabfemoralis là một loài kiến thuộc chi Acanthomyrmex. Loài này được Moffett mô tả năm 1986, có nhiều ở Việt Nam và Trung Quốc.